# Piper berryi
Piper berryi är en pepparväxtart som beskrevs av J.A. Steyermark. Piper berryi ingår i släktet Piper och familjen pepparväxter. Inga underarter finns listade i Catalogue of Life.